# توکای سیاه آمریکایی
توکای سیاه یا توکای سیاه آمریکایی (نام علمی: Turdus infuscatus) گونه‌ای از پرندگان خانواده توکایان است که در گذشته به عنوان سینه‌سرخ سیاه شناخته می‌شد. در السالوادور، گواتمالا، هندوراس و مکزیک یافت می‌شود. زیستگاه طبیعی آن جنگل‌های کوهستانی نمناک نیمه‌گرمسیری یا گرمسیری است.